# Direito comunitário
Em linhas gerais, o Direito Comunitário é um desdobramento do Direito Internacional mas que, ao contrário deste, não é de Direito Público, pois possui um caráter supranacional, tendo natureza Público-Privada. Na América do Sul temos como exemplo o Direito no âmbito do Mercosul.. Outros autores preferem colocar a legislação do Mercosul como "Direito de Integração" e nesse posicionamento o direito da União Europeia seria o "direito de integração em nível comunitário"  ou direito comunitário propriamente dito.   
O Direito Comunitário no âmbito europeu surge do entendimento da União Europeia como Comunidade Jurídica e apresenta dois níveis normativos: regras primárias (ou Direito Comunitário originário) e regras secundárias (ou Direito Comunitário derivado). Sua maior contribuição e inovação é a supressão da internalização clássica do Direito Internacional Público, na qual as decisões dos Tratados Internacionais devem passar pelo processo de Ratificação, em um processo demorado e que eventualmente nem sequer é realizado, tornando-o ineficaz em determinados estados. No Direito Comunitário os estados membros abrem mão de parte da sua soberania e passam a aceitar a decisão dos tratados automaticamente, através da primazia do ordenamento supranacional sobre o nacional. Isso acontece, por exemplo, nas decisões tomadas no Parlamento Europeu.
O Direito Comunitário originário identifica-se com as chamadas regras primárias e que são aquelas que derivam dos Tratados constitutivos das Comunidades e restantes instrumentos relativos ao alargamento e aprofundamento das Comunidades. A sua relevância interna encontra-se prevista e regulada no art.º 8º, nº 2 da CRP e que determina a vigência do sistema da recepção automática para as diversas disposições de natureza social previstas pelos Tratados.
O Direito Comunitário derivado ou secundário é composto por um conjunto de normas emitidas pelos órgãos comunitários competentes e que relevam internamente nos termos do nº 3 do art.º 8º da CRP situando-se abaixo da constituição e acima da lei ordinária, entendimento que não é pacífico nem comum a toda a Doutrina. No que respeita à hierarquia das fontes comunitárias os regulamentos têm posição superior, pelo que revogam, no todo ou em parte, a legislação interna que se lhes oponha, ainda que lhes seja posterior.